# Driving Home for Christmas
Driving Home for Christmas è una canzone pop-natalizia scritta ed incisa nel 1986 da Chris Rea, pubblicata come singolo ed in seguito inclusa nell'album New Light Through Old Windows (1988).
Il singolo, pubblicato su etichetta Magnet Records, raggiunse il secondo posto delle classifiche in Norvegia.
Del brano sono state incise anche varie cover e fatti degli adattamenti in lingua olandese.

## Tracce

### 45 giri[5][6]
1. Driving Home for Christmas 4:33
2. Hello Friend 4:21

## Classifiche
| Classifica  | Posizione massima | Nr. di settimane |
| ----------- | ----------------- | ---------------- |
| Australia   | 26                |                  |
| Austria     | 35                | 14               |
| Belgio      | 22                | 5                |
| Finlandia   | 17                | 1                |
| Germania    | 31                | 31               |
| Norvegia    | 2                 | 21               |
| Paesi Bassi | 17                | 19               |
| Regno Unito | 10                |                  |
| Svezia      | 26                | 12               |
| Svizzera    | 10                |                  |

## Cover
Tra gli artisti che hanno inciso o eseguito pubblicamente una cover del brano, figurano (in ordine alfabetico):
- Willeke Alberti (versione in olandese intitolata  Met Kerst wil ik bij jou zijn[5])
- Michael Ball
- The Baseballs
- Mario Biondi (Mario Christmas, 2013)
- Wim de Craene (1989; versione in olandese intitolata Onderweg naar Kerstmis[7])
- ENorm (2012; versione in olandese intitolata Op hoes op an veur Kesmis, con testo adattato da Laurens ten Den[7])
- Bob Katzman Chor
- Johnny Logan (2001)
- Fady Maalouf (2008)
- Malene (2007)
- Joe McElderry (2011)
- Rob de Nijs (versione in olandese intitolata Thuis voor Kerstmis[5])
- ortoPilot (2010)
- Lucy Rose
- Frank Shiner (2013)
- Stacey Sololom (2011)
- Henning Stærk (2001)
- Piet Veerman (1993)